# Green Mamba FC
El Green Mamba Football Club és un club swazi de futbol de la ciutat de Simunye.

## Palmarès
- Lliga swazi de futbol:[1]

2004, 2019, 2022
- Copa swazi de futbol:[2]

2004, 2012
- Trade Fair Cup swazi de futbol:[2]

2001, 2003, 2005